# Pornografisches Magazin

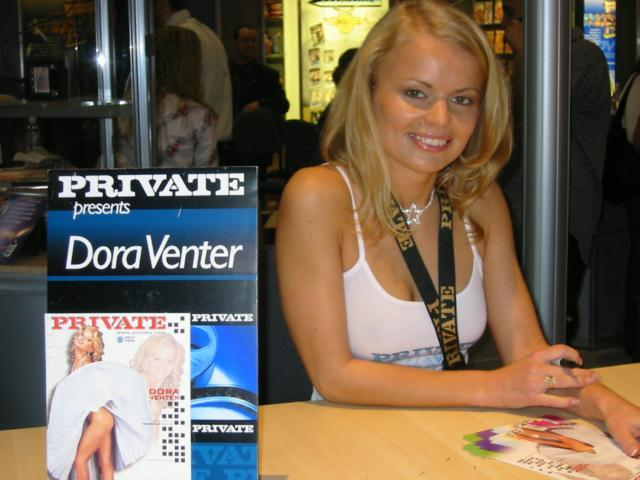
Titel Private Magazine

Als pornografisches Magazin, umgangssprachlich auch Pornoheft oder Pornomagazin, wird ein Presseerzeugnis bezeichnet, welches teilweise oder überwiegend explizite pornografische Texte und Bilder enthält. Es kann sowohl zusammenhanglose Bilder, wie auch Geschichten mit abgeschlossenen Rahmenhandlungen beinhalten.

## Geschichte
Während der 1970er bis 1990er Jahre gab es in diesem Marktsegment sehr hohe Auflagen. Bekannt wurde vor allem der Playboy, dessen Zuordnung zu diesem Genre allerdings inzwischen umstritten ist. Die Umsätze sind seit der flächendeckenden Versorgung von Privathaushalten mit Internetanschlüssen rückläufig. Einer der Gründe dafür ist die technologische Weiterentwicklung sowie das sich damit verändernde Konsumentenverhalten. War ein pornografisches Magazin früher die einfachste und günstigste Art des Konsums von Pornografie, so bietet das Internet mittlerweile ein umfangreiches Angebot und ein höheres Maß an Anonymität für die Konsumenten als der Kauf von Printmagazinen im Ladengeschäft. Des Weiteren lassen sich Fotos und Videos durch mobile Geräte wie Laptops und Tablet-Computer nahezu überallhin mitnehmen, so dass der Bedarf an gedruckten Versionen stark zurückgegangen ist.
Viele Magazine beinhalteten teilweise umfangreiche Kontaktmarkt-Seiten, auf denen es möglich war, kostenlos oder gegen Gebühr Kontaktinserate zu schalten. Da das Internet zu früherer Zeit noch nicht verfügbar war, war dies ein Weg der anonymen Kontaktherstellung per Chiffre-Nummern.
Ein bekanntes, noch in Produktion befindliches Magazin dieses Genres ist beispielsweise das Happy Weekend.

## Wissenswertes
Wie auch bei Pornofilmen war es früher bei pornografischen Magazinen üblich, Sperma-Ersatzpräparate zu benutzen, was die Bilder teilweise sehr unecht erscheinen ließ. Dies erleichterte dem Verlag jedoch die Produktion, da man entsprechende Szenen sehr leicht und schnell darstellen konnte.
Der Verkauf sowie auch die Darbietung von pornografischen Magazinen ist in Deutschland gemäß § 184 StGB grundsätzlich nur dann erlaubt, wenn sichergestellt ist, dass Personen unter 18 Jahren keinen Zugang zu dem Material erhalten können. Insbesondere während der 1990er Jahre wurde dies jedoch vor allem in Supermärkten und Tankstellen nur begrenzt sichergestellt. Eine Variante, die Abhilfe schaffte, war das Verpacken in geschlossenen und nicht-durchsichtigen Briefumschlägen, die erst nach dem Kauf geöffnet werden durften.
Es war üblich, dass Verlage untereinander die Fotos der Darsteller teilweise international weiterverkauften und tauschten, dann jedoch eigene Texte dazu verfassten. Diese knappen, meist vulgären Texte und der überwiegende explizite Bildanteil, stellten eine klare Abgrenzung zur erotischen Literatur her.
Sehr häufig waren die Hefte der jeweiligen sexuellen Orientierung ihrer jeweiligen Zielgruppe spezifisch angepasst. Sie enthielten dann schwerpunktmäßig Darstellungen von beispielsweise Gruppensex, Homosexualität, Sex mit großem Altersunterschied, Natursekt, Kaviar sowie Sadomasochismus.

## Heutige Verbreitung
Viele bekannte Titel wurden während der 2000er Jahre eingestellt bzw. auf elektronische Versionen und Abos umgestellt. Diverse Anbieter bieten heute teilweise umfangreiche Internet-Archive an, die gegen eine Zugangsgebühr die Möglichkeit bieten, frühere Ausgaben herunterzuladen und ggf. selbst auszudrucken. Jedoch müssen dabei urheberrechtliche Aspekte beachtet werden, denn nicht immer liegen Einverständniserklärungen der ursprünglichen Herausgeber und Verlage vor.
Mit dem Aufkommen von Farbscannern und Digitalkameras wurden auch große Mengen alten Photomaterials aus Pornomagazinen wiederaufbereitet und ins Internet gestellt.